# Umbraculum umbraculum
Umbraculum sinicum es una especie de molusco gasterópodo de la familia Umbraculidae.

## Distribución geográfica
Se encuentra  en Nueva Zelanda.